# Ђулиополи (Кјети)
Ђулиополи (итал. Giuliopoli) је насеље у Италији у округу Кјети, региону Абруцо.
Према процени из 2011. у насељу је живело 97 становника. Насеље се налази на надморској висини од 737 м.